# Pyrenestes
Pyrenestes là một chi chim trong họ Estrildidae.